# 蒙克洛瓦
蒙克洛瓦是墨西哥科阿韦拉州的一座城市。